# Babino, Nordmakedonien
Babino (makedonska: Бабино) är en ort i Nordmakedonien. Den ligger i kommunen Demir Hisar, i den sydvästra delen av landet, 80 kilometer söder om huvudstaden Skopje. Babino ligger 736 meter över havet och antalet invånare är 194.